# (13125) Tobolsk
(13125) Tobolsk est un astéroïde de la ceinture principale.

## Description
(13125) Tobolsk est un astéroïde de la ceinture principale. Il fut découvert le 10 août 1994 à La Silla par Eric Walter Elst. Il présente une orbite caractérisée par un demi-grand axe de 2,68 UA, une excentricité de 0,01 et une inclinaison de 9,2° par rapport à l'écliptique.

## Compléments